# Mairie de Kotka
La  Mairie de Kotka (finnois : Kotkan kaupungintalo) est un bâtiment situé à Kotka en Finlande.

## Histoire
Le bâtiment est conçu par Erkki Huttunen dans un style fonctionnaliste, sa construction se termine en 1934.
L'édifice de 6 niveaux est en bordure orientale de la place du marché de Kotka.